# (24668) 1988 TV
1988 تي في (ويعرف أيضًا باسم (24668) 1988 تي في وفق تسمية الكوكب الصغير) (بالإنجليزية: 1988 TV)‏ هو كويكب ضمن حزام الكويكبات؛ وترتيبه 24668 من حيث الاكتشاف.
اكتُشف هذا الجُرم الفلكي بواسطة هيروشي كانيدا في 13 أكتوبر 1988.

## وصلات خارجية
- (24668) 1988 TV في قاعدة بيانات مختبر الدفع النفاث لأجرام النظام الشمسي الصغيرة

- الاكتشاف · مخطط المدار ·  العناصر المدارية · المعلمات المادية

- (24668) 1988 TV على موقع ويكي سكاي: DSS2, SDSS, GALEX, IRAS, Hydrogen α, X-Ray, Astrophoto, Sky Map, Articles and images